# Tempestit

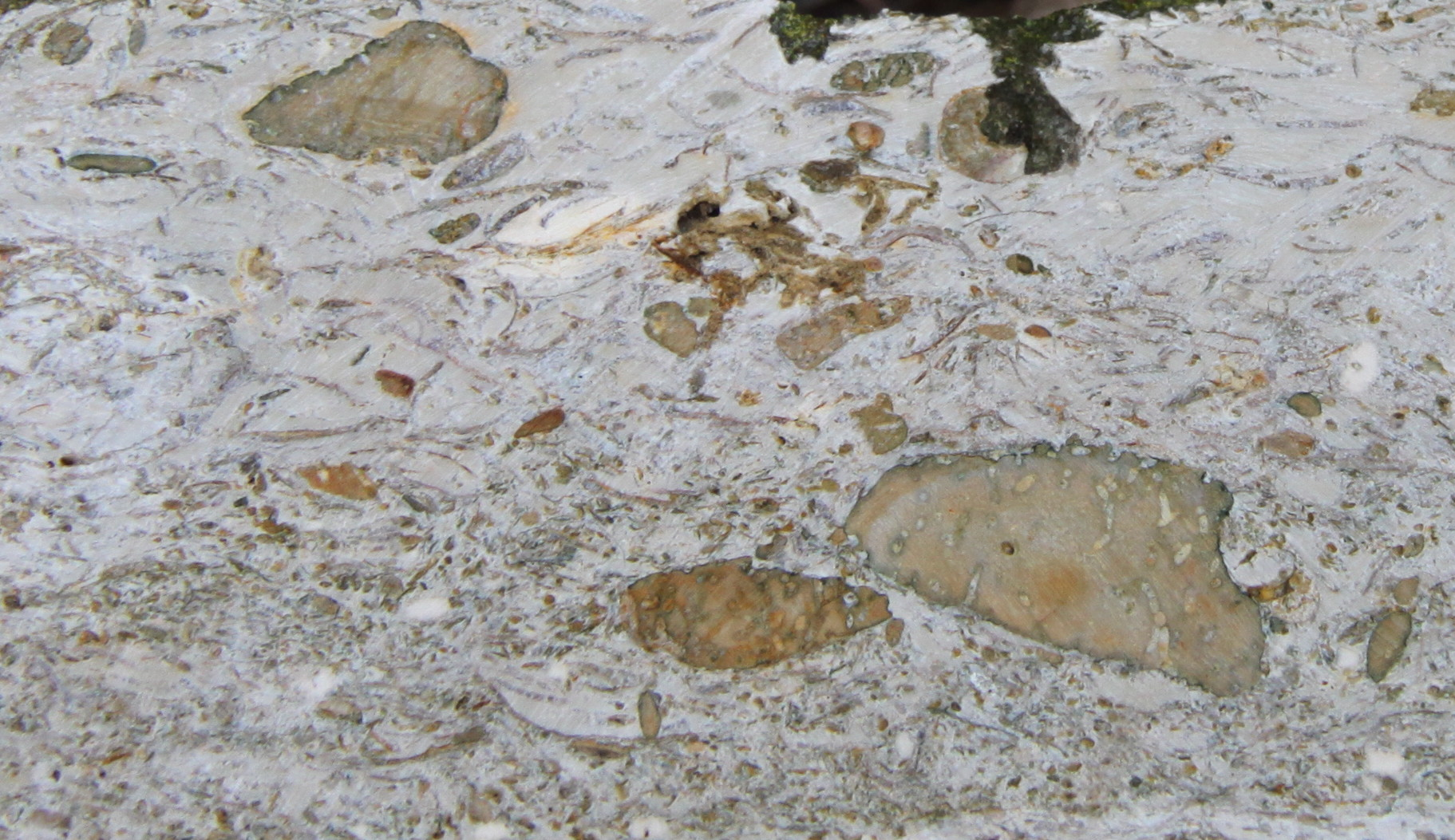
Tempestit mit deutlich erkennbarer Trümmerstruktur (Elmkalkstein)

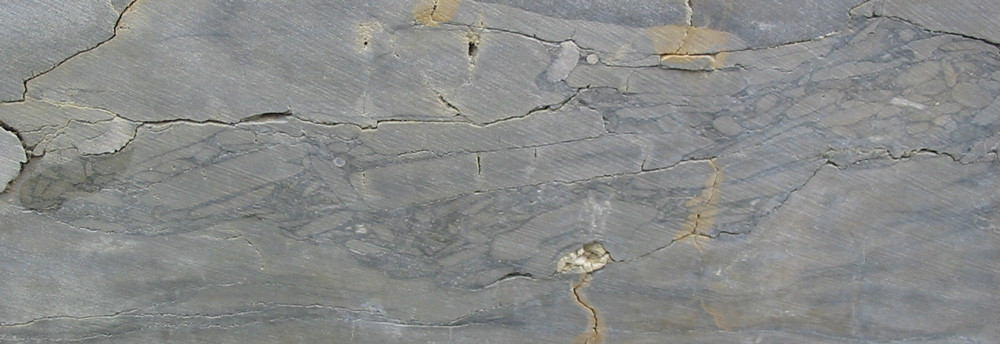
Tempestit in silurischen Gesteinen in Estland

Ein Tempestit – von lat. tempestas (Ungewitter, Sturm, stürmische Zeit) – ist eine durch Sturmereignisse in der Nähe der Küste entstandene Sand- oder Siltlage, die eine größere Verbreitung hat und sich scharf gegen den umgebenden Schlick absetzt. Tempestite werden auch als Sturmsandlage bezeichnet, sie kommen nicht nur im Meer, sondern auch in Seen vor.
Die Sturmsandlagen gehen darauf zurück, dass schwere Stürme Sand und Silt von der Küste abschwemmen und in Suspension in Meerwasser bringen. Das aufgewirbelte Sediment verbreitet sich mehrere Zehner Kilometer über den Schelfbereich der Umgebung und lagert sich entsprechend der Größe neu ab. Die Korngröße des abgelagerten Sediments wird von unten nach oben hin und mit zunehmender Entfernung von der Küste immer feiner. Die charakteristische Schichtabfolge von Sturmablagerungen wird Dott-Bourgeois-Sequenz genannt.
Sedimente mit Tempestitcharakter zeigen oft wellige oder beulige Schichtungen. In manchen Fällen werden bereits verfestigte oder teilweise verfestigte Schichten durch Sturmwellen vom Untergrund gelöst und als wirres Durcheinander wieder abgelagert (s. Bild). Die wiederholte Ablagerung von Sandschichten auf wassergesättigte Meeresbodensedimente kann zur Entstehung von sedimentären Gängen führen, indem das unter Druck stehende Wasser nach oben entweicht und senkrechte, von Sediment erfüllte Gänge erzeugt.
Tempestite werden etwa von der Paläotempestologie untersucht und bieten die Möglichkeit, die Häufigkeit und Schwere der in der Vergangenheit aufgetretenen Sturmereignisse oder Tsunamis einzuschätzen. Die Unterscheidung, ob ein Tempestit von Sturmereignissen oder von einem Tsunami verursacht wurde, ist allerdings schwierig und nur bei genauer Untersuchung und guten Aufschlüssen möglich.
Von erdgeschichtlichen Sturmereignissen geprägte Gesteinslagen lassen sich anhand der charakteristischen Einlagerung in feinkörnige Sedimente und dem Fehlen der in Turbiditen typischen Anzeichen von an der Ablagerung beteiligten Strömungen in zahlreichen Gegenden der Erde nachweisen.